# Cornelis Boom

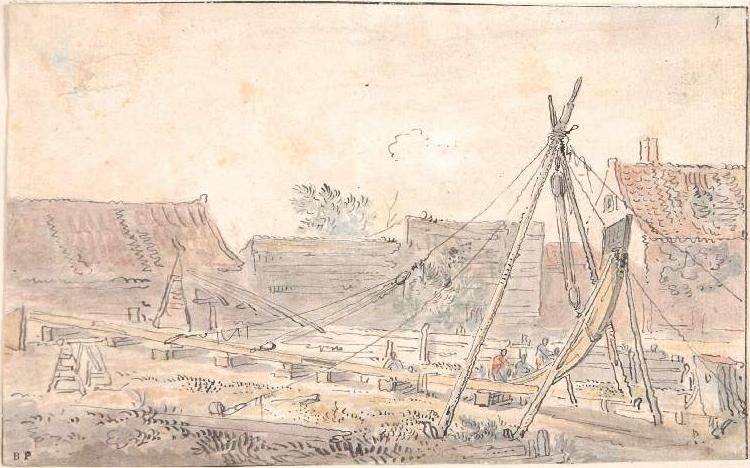
Scheepshelling door Hendrick Avercamp

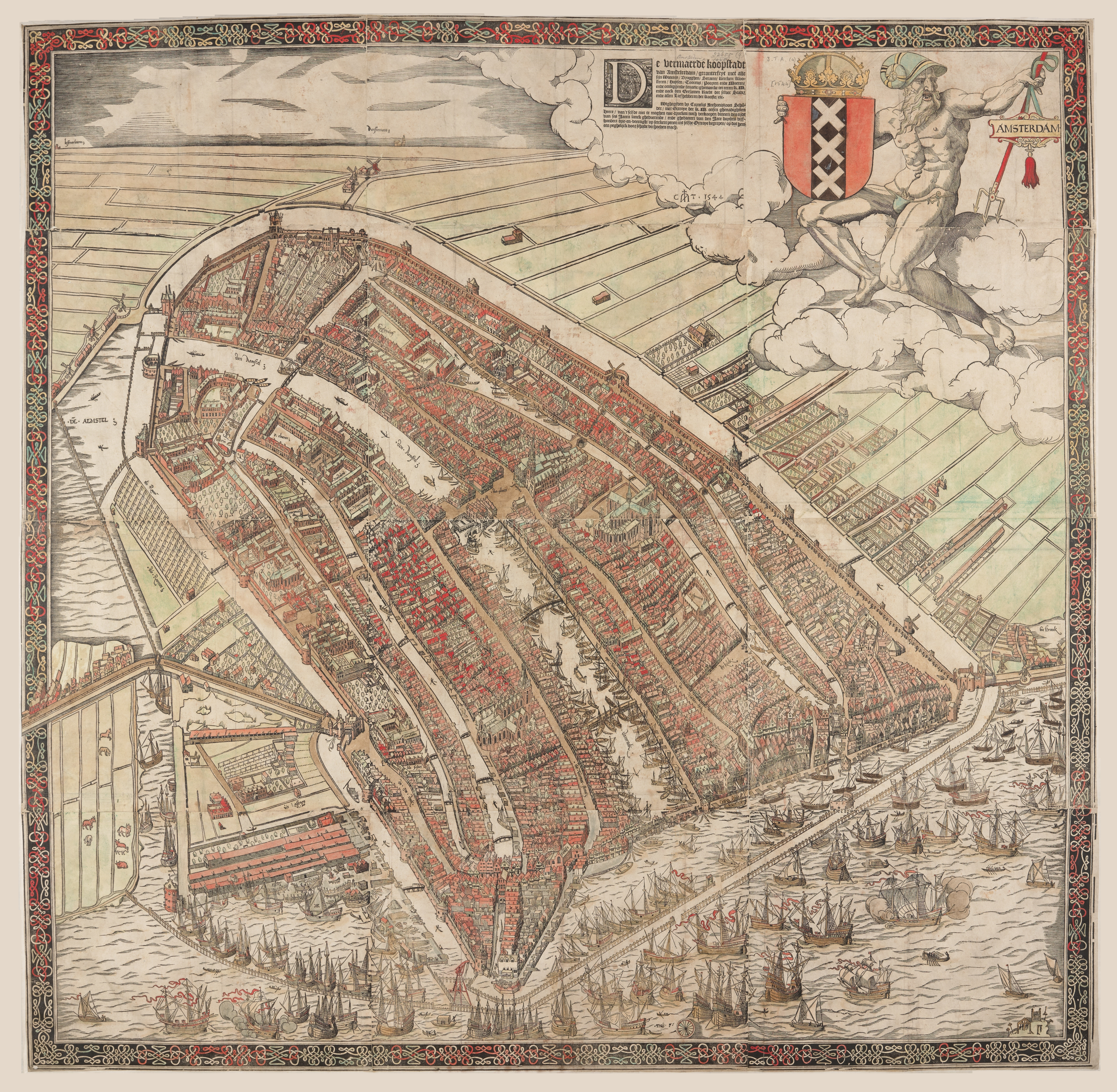
Amsterdam in vogelvlucht. 1544. Ingekleurde houtsnede.

Cornelis Pietersz. Boom (? - 1579) was de eigenaar van een van de vijf lijnbanen en een boomgaard op de Lastage in Amsterdam. In 1537 kreeg hij toestemming de kade te slechten voor een scheepshelling en een bruggetje te bouwen over zijn sloot, nu de Rechtboomssloot. Maar in 1538 werd die vergunning weer ingetrokken: Boom moest de brug afbreken en het gat weer dichtmaken. Dat betekende oorlog tussen het stadsbestuur, dat de sloot wilde blokkeren, en de Lastagiërs die er een vrije doorvaart wilden hebben. In 1542 gaven de bewoners van de Lastage de opdracht aan Cornelis Anthonisz. een kaart te tekenen van de stad Amsterdam, waarop het gebied zeer duidelijk is afgebeeld. In 1543 ging het gerucht dat Maarten van Rossum in aantocht was. De bewoners en eigenaren op de Lastage vroegen Maria van Hongarije toestemming de Lastage te ommuren. Desnoods zouden zij de kosten betalen uit eigen zak.
Boom had een huis laten bouwen, dat in 1545 verzakte vanwege de drassige ondergrond. Hij vroeg toestemming op het terrein een scheepswerf te beginnen waar wel vijfhonderd mensen werk zouden kunnen vinden.
In 1562 en 1564 waren jaren van ernstige overstromingen en werd de Rechtboomssloot aan een kant gedicht. Boom voelde zich tekort gedaan en protesteerde. Boom en tien andere Lastagiërs
hebben de zaak aangekaart bij de Geheime Raad in Mechelen, die het geschil doorverwees naar
de Hof van Holland. Daarop legden de Lastagiërs hun zaak voor aan Willem van Oranje, die de Landvoogdes adviseerde ten gunste van de Lastagiërs te beslissen.
Landvoogdes Margaretha van Parma besloot op 6 augustus 1565 dat de Boomsloot
overdag opengesteld moest worden voor de Lastagiërs. Zij konden geen rechten ontlenen aan het besluit. 
In 1567, bij de komst van Alva nam hij de wijk. In 1576, na de Pacificatie van Gent, kwam hij mogelijk terug.

## Burgemeesters
Zijn zoon, Pieter Cornelisz. Boom werd in 1580 schepen en in 1582 raad in de vroedschap en was van 1583 tot 1608 zestien keer burgemeester. In 1607 was hij betrokken bij de droogmaking van de Beemster, samen met Dirck van Os, en Jacob Poppen.
Abraham Boom (1575-26 juni 1642) trouwde in 1599, lid van de vroedschap in 1609, kapitein van de schutterij in 1616 en is afgebeeld op een schuttersstuk door Claes Pietersz. Lastman was burgemeester van 1625 tot 1639. In 1638 ontving hij samen met Albert C. Burgh, Antonie Oetgens van Waveren en Pieter Hasselaer Maria de' Medici.
Zijn kleinzoon burgemeester Cornelis Abrahamsz. Boom (1601-22 augustus 1651) kreeg in het jaar van zijn overlijden zitting in de Amsterdamse raad en werd terzelfder tijd tot burgemeester gekozen, hetgeen zeer ongebruikelijk was: een burgemeester werd gewoonlijk gekozen uit de zittende raadsleden. Boom was de laatste mannelijk telg van het geslacht.